# Пінаєва Людмила Йосипівна
Людмила Йосипівна Пінаєва (рос. Людми́ла Ио́сифовна Пина́ева, нар. 14 січня 1936, Красне Село, Ленінградська область, Російська РФСР, СРСР) — радянська веслувальниця на байдарках, триразова олімпійська чемпіонка (1964, 1968 та 1972 роки), бронзова призерка Олімпійських ігор (1968 рік), семиразова чемпіонка світу.

## Життєпис
Людмила Пінаєва народилася 14 січня 1936 року в місті Красне Село, Ленінградська область. 
Веслуванням почала займатися доволі пізно, в 22 роки. Тренувалася протягом п'ятнадцяти років під керівництвом Ніла Савіна. Завдяки цілеспрямованості, трудолюбству та самодисципліні Пінаєва доволі швидко почала показувати високі результати. У 1960 році вперше стала чемпіонкою СРСР. Перший міжнародний успіх пришов до спортсменки у 1963 році, коли вона стала чемпіонкою світу у складі байдарки-четвірки на дистанції 500 метрів. Окрім цього на цьому чемпіонаті світу Пінаєва виграла дві срібні медалі: в одиночному запливі, а також в парі з Марією Шубіною, на дистанціях 500 метрів. Вдалі виступи дали її можливість поїхати на Олімпійські ігри 1964 року. Там вона виступила в одиночному запливі на дистанції 500 метрів, та вперше в кар'єрі стала олімпійською чемпіонкою.
У 1966 році стала дворазовою чемпіонкою світу. На Олімпійських іграх 1968 року вона захистила статус олімпійської чемпіонки в одиночках на дистанції 500 метрів. Окрім цього у парі з Антоніною Середіною вона стала бронзовою призеркою змагань.
Протягом наступного олімпійського циклу вона двічі поспіль ставала чемпіонкою світу в байдарках-одиночках (1970 та 1971 роки). Окрім цього у 1971 році вона також стала чемпіонкою світу в складі човна-четвірки на дистанції 500 метрів. Незважаючи на чемпіонський статус в одиночних запливах на дистанції 500 метрів, Пінаєва програла конкуренцію Юлії Рябчинській при відборі на Олімпійські ігри 1972 року. На цих змаганнях веслувальниця виступила лише у парі із Катериною Куришко на дистанції 500 метрів, втретє в кар'єрі ставши олімпійською чемпіонкою.
Останнім великим турніром для Пінаєвої став чемпіонат світу 1973 року. Там вона стала чемпіонкою світу в байдарках-четвірках та срібною призеркою в байдарках-двійках (у парі з Ніною Гоповою) на дистанції 500 метрів. Невдовзі вирішила завершити спортивну кар'єру. 
Випускниця Університету імені Лесгафта.

## Виступи на Олімпійських іграх
| Олімпіада   | Дисципліна               | Місце |
| ----------- | ------------------------ | ----- |
| Токіо 1964  | байдарки-одинички, 500 м | 1     |
| Мехіко 1968 | байдарки-одинички, 500 м | 1     |
| Мехіко 1968 | байдарки-двійки, 500 м   | 3     |
| Мюнхен 1972 | байдарки-двійки, 500 м   | 1     |